# Sistema tegumentari
El sistema tegumentari o de coberta d'un animal està constituït per la pell i altres estructures derivades com el pèl, les escates, les ungles i les glàndules sudorípares.
L'epidermis (o capa ectodèrmica) de la pell està formada fonamentalment per cèl·lules de queratina estratificades en cinc capes: l'estrat basal (que es transforma per queratinització), l'estrat espinós, l'estrat granulós, l'estrat lúcid (amb propietats hidròfugues) i l'estrat corni superficial, que té cèl·lules mortes que es desprenen. La dermis (o capa mesodèrmica) de la pell és l'altra capa que compon la pell.
Els pèls i les ungles creixen per acumulació de cèl·lules de queratina en zones de l'epidermis anomenades respectivament fol·licles pilosos i matrius unguials. El derma de la pell té una capa amb papil·les i una capa reticular més profunda amb fibroblasts encarregats de sintetitzar col·lagen i elastina, que proporcionen resistència i elasticitat. A més, es troben músculs voluntaris i involuntaris.
Les glàndules sudorípares secreten suor, les sebàcies sèu i les ceruminoses la cera de les orelles.

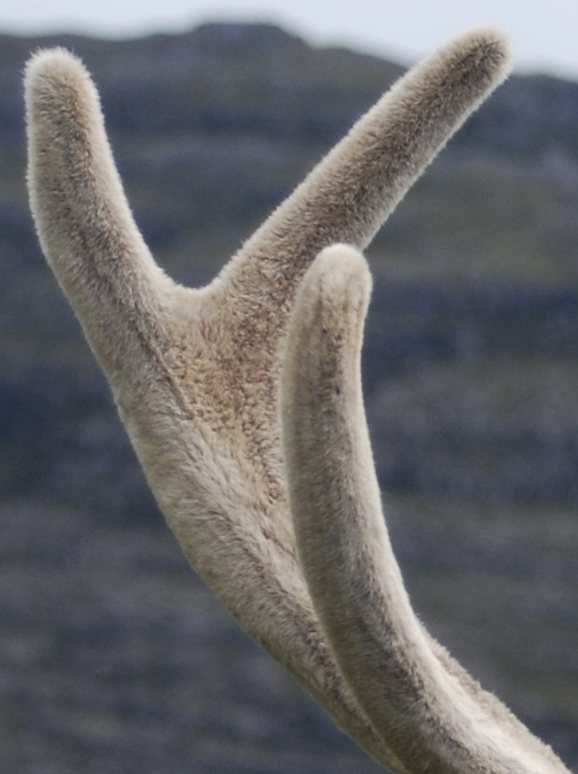
Les banyes, una estructura annexa de la pell, formen part del sistema integumentari.

## Característiques generals
De manera general, el tegument està format per tres elements que des de l'interior cap a l'exterior són:
- Làmina basal. També anomenada membrana basal, és la capa més profunda del tegument; està composta per teixit conjuntiu i sobre ella descansen les cèl·lules epitelials.
- Epidermis. És la capa intermèdia; és contínua i està formada per una o diversos estrats de cèl·lules epitelials, que descansen sobre la làmina basal i, eventualment, segrega una tercera capa més externa, la cutícula. En molts animals no existeix cutícula, i l'epidermis contacta directament amb el medi extern; així, els platihelmints de vida lliure (turbel·laris), tenen una epidermis recoberta de cilis vibràtils (epiteli ciliat) i els vertebrats amniotes (rèptils, aus i mamífers) tenen els estrats més exteriors queratinitzats.
- Cutícula. No està present en tots els animals. Quan existeix, es tracta de la capa més exterior i és secretada per cèl·lules de l'epidermis. Tenen cutícula els platihelmints paràsits, els anèl·lids, els pseudocelomats (nematodes, rotífers, etc.) i els artròpodes, entre altres grups. En aquests darrers assoleix una complexitat i un gruix considerables i serveix d'ancoratge als músculs, el que fa les funcions d'esquelet extern (exoesquelet).

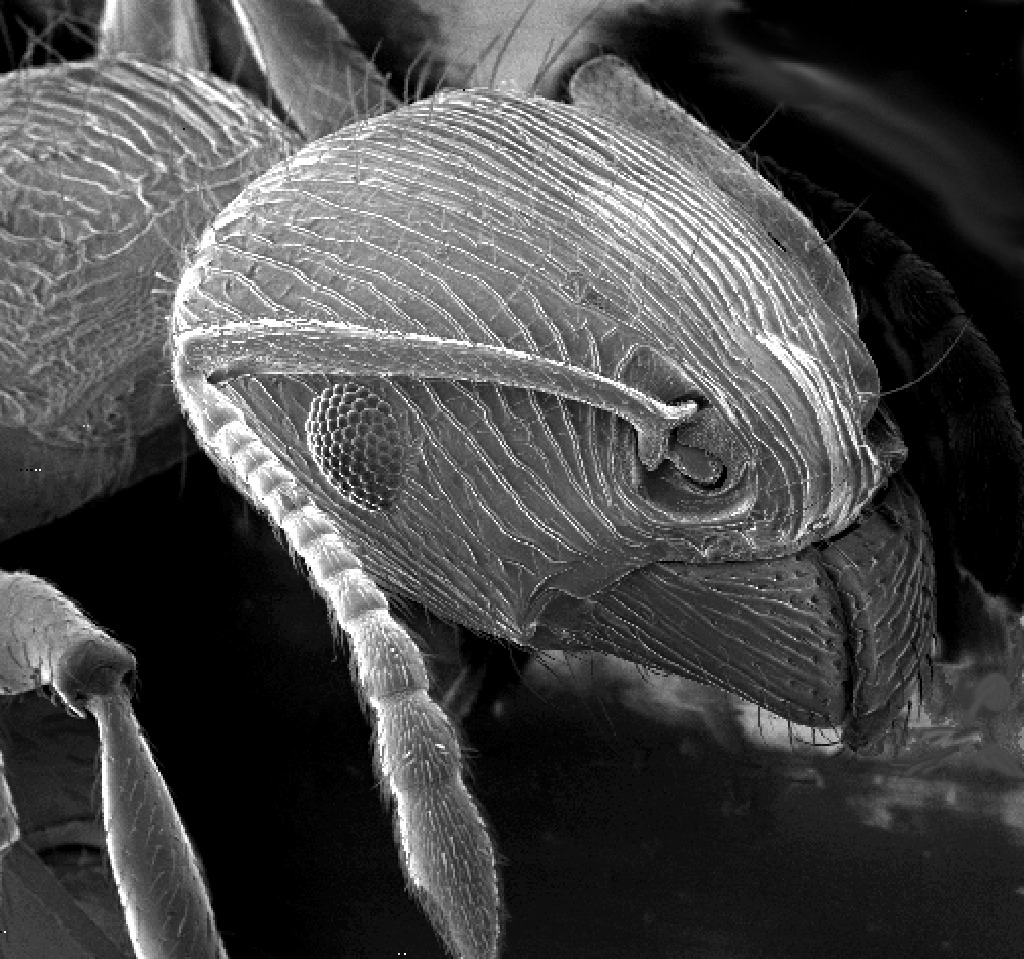
Estries sobre la cutícula d'una formiga

En els artròpodes, la cutícula és la capa més exterior del tegument, situada immediatament a sobre de l'epidermis i segregada per aquesta. És una formació rígida, sense cèl·lules, d'estructura complexa i composta per quitina, entre altres substàncies. La seva funció és doble; d'una banda és una capa rígida protectora i impermeable; en segon lloc, és i punt d'ancoratge dels músculs d'animal, de manera que actua com a esquelet intern o endoesquelet.

## Tegument en vertebrats
En els vertebrats els components principals del sistema integumentari són la membrana cutània (pell) i les seves estructures complementàries anomenades també fàneres, com el pèl, les escates, les plomes, les banyes, les ungles, les glàndules exocrines i els seus productes com la suor, i diversos tipus de secrecions.

### Pell

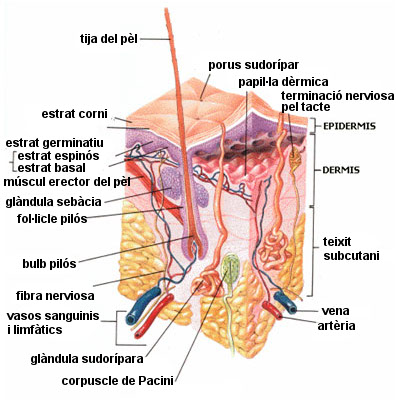
Capes de la pell: epidermis, derma i teixit subcutani, mostrant un fol·licle pilós, una glàndula sudorípara i una glàndula sebàcia.

La pell és l'òrgan dels animals que actua com a barrera protectora i aïlla l'organisme del medi que l'envolta. Es tracta de l'òrgan més gran del cos (12–15% del pes total de l'individu, amb una superfície d'un o dos metres). Es pot dividir en:
- Epidermis: és la part més externa, formada per teixit epitelial, d'origen ectodèrmic. És uniestratificada en invertebrats, i pluriestratificada en vertebrats.
- Derma: està per sota de l'epidermis, d'origen mesodèrmics. Està formada principalment per teixit conjuntiu, també capil·lars, etc. Se separa de l'epidermis mitjançant una làmina basal. Està làmina és lineal en invertebrats, i es fa ondulant en vertebrats, cada vegada més a mesura que s'avança en la filogènia. La dermis es pot dividir fàcilment sobretot en vertebrats, en laxa i densa.
- Hipoderma, o panícula adiposa. Només present en mamífers, és una capa inferior a la dermis que acumula cèl·lules amb lípids anomenades adipòcits. A més, és el lloc de localització de glàndules sudorípares. No és igual de notable en tots els mamífers, sinó en aquells que acumulen una capa de greix com, per exemple, en el porc o els cetacis. La nostra pròpia capacitat d'estar obesos depèn d'aquesta capa.

### Fàneres

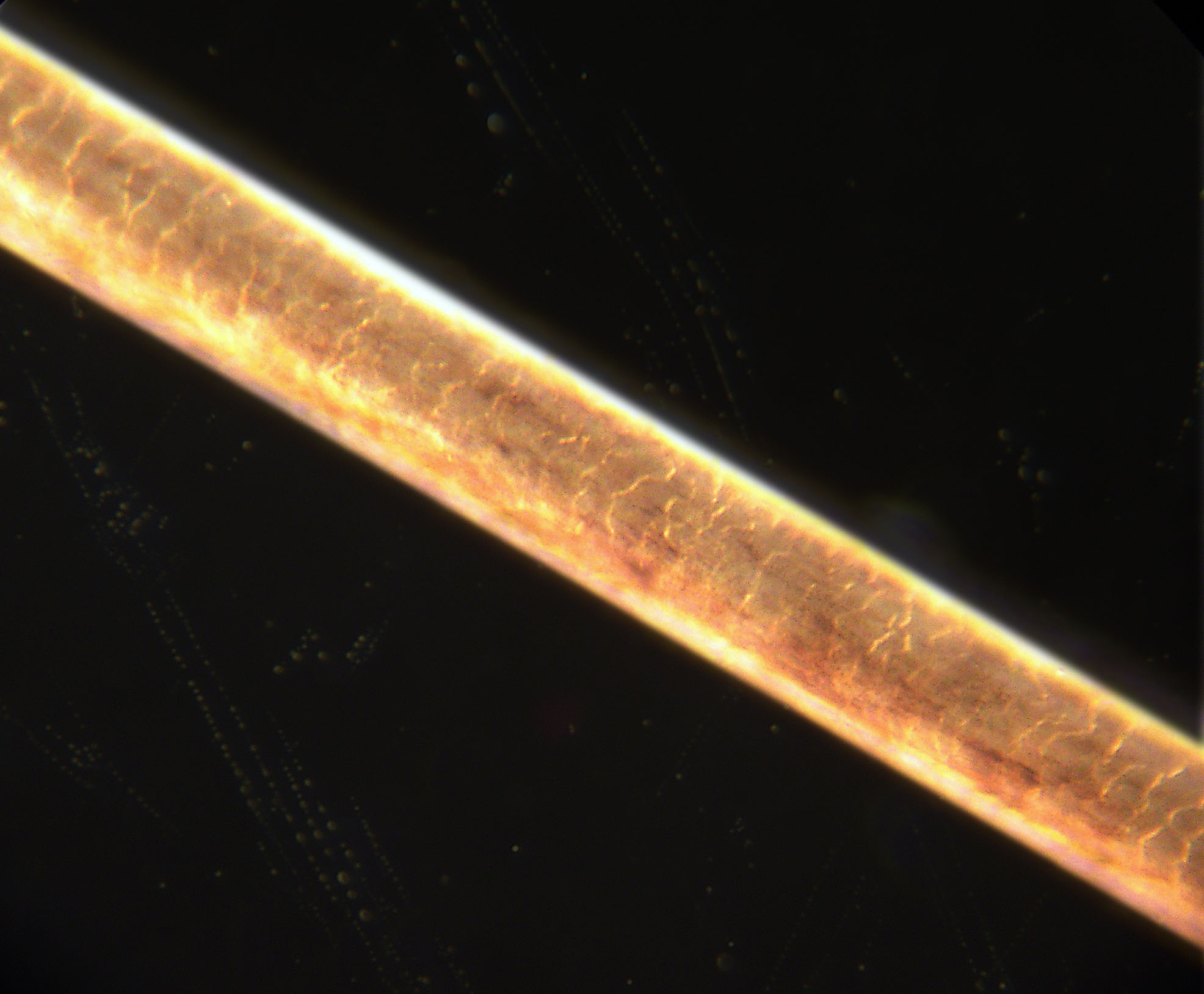
Pèl humà ampliat 200 vegades

Existeix una gran varietat d'aquestes estructures annexes a la pell, cadascuna amb una funció determinada. Escates, plomes o pèls, tenen una funció bàsica de recobriment per servir de protecció o per a mantenir la temperatura corporal, encara que aquestes funcions es poden ampliar i modificar; per exemple, les plomes s'utilitzen en el vol de les aus. Altres fàneres com les banyes o les urpes estan al servei de la caça, la depredació, o la defensa. Finalment, hi ha tota una sèrie de glàndules exocrines que secreten substàncies per mantenir la capacitat d'impermeabilització, la temperatura o el grau d'humitat. Però també secreten substàncies verinoses que s'utilitzen per a defensar-se dels depredadors, o substàncies nutritives per als cadells, com les glàndules mamàries que són exclusives dels mamífers.

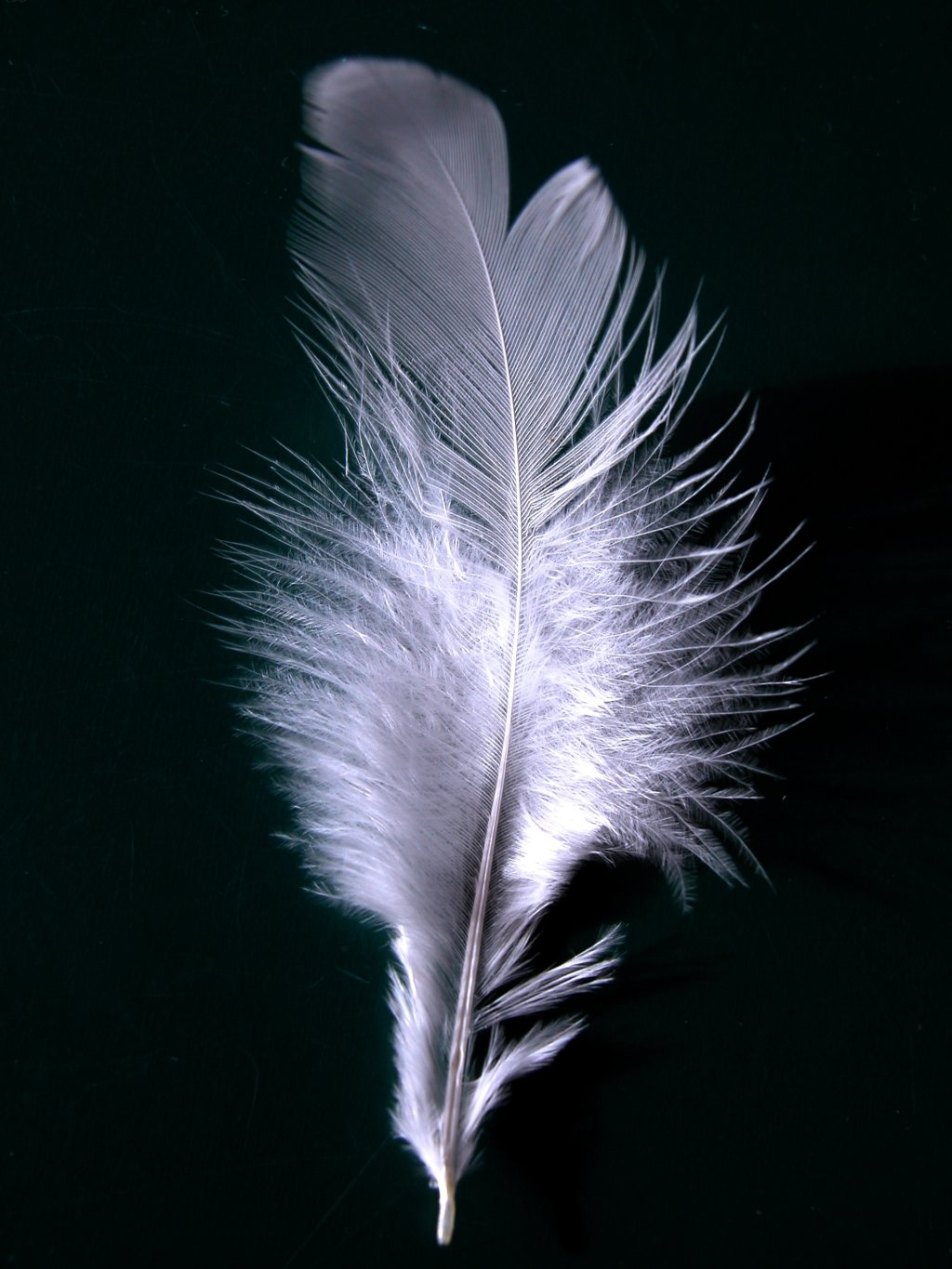
Una ploma

- Escates, en peixos teleostis, rèptils, i romanent en aus.
- Plomes, en aus.
- Pèls, en mamífers.
- Banyes
- Ungles
- Urpes
- Fàneres especialitzades, com l'òrgan perliforme en peixos o esperons en mascles d'espècies d'amfibis (ambdós ajuden en l'acoblament).
- Glàndules exocrines

- Glàndules mucoses
- Glàndules seroses
- Glàndules sudorípares
- Glàndules sebàcies
- Glàndules ceruminoses - glàndules del canal de l'oïda que produeixen cerumen.
- Glàndules mamàries

## Funcions de la pell
- Protecció. Barrera de protecció davant el medi extern, és la primera barrera immunològica.
- Impermeabilització. Intervé en evitar la dessecació. En això estan relacionats els canvis de muda i delm pelatge. Canvia el gruix entre l'hivern i estiu.
- Sensibilitat: el sistema nerviós rep informació des dels receptors cutanis per al tacte, pressió, vibracions, dolor i temperatura.
- Motilitat. Permet el moviment, com en algunes larves d'invertebrats, que disposen de bandes de cilis i poden moure's en l'aigua.
- Excreció. És el cas de la suor, una orina molt diluïda que a més d'eliminar substàncies nocives també permet reduir la temperatura corporal (termoregulació).
- Síntesi de vitamina D a través de la transformació del colesterol
- Immunitat; les cèl·lules de l'epidermis col·laboren amb els limfòcits en l'eliminació de microorganismes patògens invasors
- Nutrició. Important en determinats paràsits, com trematodes i cestodes, els quals absorbeixen nutrients a través del tegument.
- Respiració: la respiració cutània es dona en els amfibis; en el cas dels paràsits anteriorment esmentats l'absorció de nutrients inclou oxigen.
- Mimetisme. Permet camuflar, com en el cas de l'insecte pal.

El tegument té diferents funcions, més o menys marcades segons l'espècie de què es tracti 
- Parada nupcial. Mitjançant la coloració del tegument, i de les seves fàneres (com plomes i pèl) es reconeixen individus del sexe oposat mitjançant dimorfisme sexual. També serveixen per a l'exclusió d'individus d'altres espècies diferents en alguns casos.

## Dermatologia

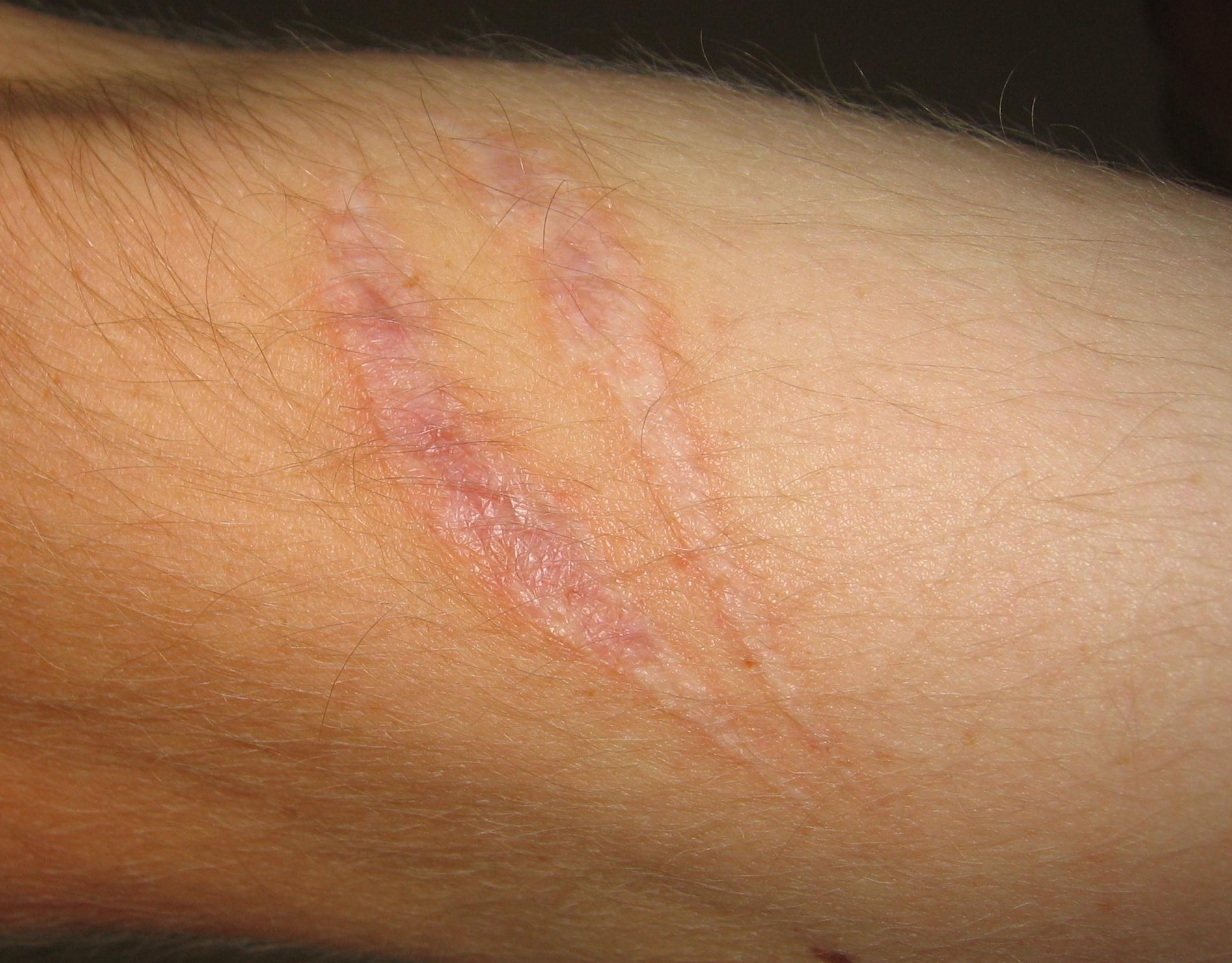
Pell d'un braç on es pot observar una cicatriu

La dermatologia és la disciplina mèdica que estudia i tracta el sistema integumentari. A causa del fet que la pell és l'òrgan més visible del cos, la seva aparença o símptomes proporciona importants indicis, no només sobre les seves malalties, sinó també de les d'altres òrgans, com el fetge. Així mateix, la pell és l'òrgan més vulnerable, exposat a radiacions, traumatismes, infeccions i productes químics nocius.
Té un important paper en els diagnòstics. Observant el seu aspecte es poden detectar malalties, tant pròpies de la pell, com la lepra o la sarna, com d'altres parts del cos. A més, és un indicador de l'edat de l'individu.

## Patologia
Les possibles malalties i trastorns que poden afectar el sistema tegumentari humà inclouen:
- Erupcions
- Butllofes
- Peu d'atleta
- Infeccions
- Cremades
- Càncer de pell
- Altres tipus de càncer
- Albinisme
- Acne
- Herpes
- Herpes labial
- Picades d'insecte
- Impetigen
- Rubèola
- Malalties de transmissió sexual